# 4e kōkūtai
Le 4e kōkūtai (第四航空隊, dai yon kōkūtai) est un groupe d'aviation (kōkūtai) du service aérien de la Marine impériale japonaise pendant la Seconde Guerre mondiale. En novembre 1942, l'unité est renommée pour devenir le 702e kōkūtai (第七〇二海軍航空隊, dai nana rei ni kaigun kōkūtai).
Le kōkūtai est formé initialement comme unité mixte (chasseurs et bombardiers) avec du personnel expérimenté venant d'autres unités de ce type. Le groupe de bombardiers est toutefois décimé deux semaines après sa création dans une attaque meurtrière sans escorte contre un porte-avion américain, tandis que les chasseurs sont occupés à des missions de défense anti-aérienne jusqu'à être retirés du kōkūtai le 1er avril 1942, ne laissant que les bombardiers. Le 4e kōkūtai mène à partir de là une campagne intensive de raids contre port Moresby, avant d'être envoyé attaquer les navires américains qui soutiennent le débarquement sur Guadalcanal. Une nouvelle fois, l'unité subit des pertes très lourdes, et doit être rapatrié au Japon à partir du 25 septembre, après avoir perdu de nombreux officiers, plus de 200 membres d'équipages et 50 avions (plus que sa force initiale au début de l'année).
Là, le 4e kōkūtai est renommé pour devenir le 702e, et redéployé à Rabaul à partir de mai 1943. Dès le mois de juin, il est décimé une fois de plus en tentant d'attaquer des navires américains. Ensuite, les bombardiers sont limités à des raids de nuits, au cours desquels ils obtiennent quelques résultats contre des croiseurs légers ou des destroyers. Finalement, le 702e kōkūtai est dissous le 1er décembre 1943 et son personnel est affecté à d'autres unités.

## Histoire

### 4ekōkūtai

#### Formation
Le 23 janvier 1942, les Japonais s'installent dans l'archipel Bismarck après avoir débarqué à Kavieng, en Nouvelle-Irlande, et à Rabaul, en Nouvelle-Bretagne. Rabaul devient rapidement une base stratégique pour les opérations japonaises vers le sud-ouest du Pacifique en Nouvelle-Guinée et vers le sud-est dans les îles Salomon. La création d'une nouvelle unité d'aviation chargée d'opérer dans cette zone cruciale est donc décidée. Le 4e kōkūtai (第四航空隊, dai yon kōkūtai) est établi dans ce contexte le 10 février 1942. Il s'agit d'une unité mixte, rassemblant théoriquement 27 bombardiers et autant de chasseurs, subordonnée à la 25e flottille aérienne (en) .
La nouvelle unité est composée d'un agrégat de pilotes et d'avions venus d'autres unités. Les bombardiers proviennent du kōkūtai Chitose (qui fournit un chūtai, soit 9 avions) et du kōkūtai Takao (qui fournit deux chūtai). Le premier est commandé par Shigeo Yamagata, tandis que les deux autres le sont respectivement par Masayuki Miyake et Masayoshi Nakagawa. Miyake est cependant tué au cours d'une collision aérienne peu de temps avant d'arriver à Truk, le point de rassemblement du nouveau kōkūtai. Il sera le premier d'une longue série d'officiers du 4e kōkūtai à trouver la mort. Les 27 chasseurs de l'unité proviennent quant à eux du 1er kōkūtai, du kōkūtai Chitose et du kōkūtai Takao, à raison d'un chūtai par unité. 
Le 4e kōkūtai est finalement opérationnel le 10 février 1942.

#### Premières opérations
Le nouveau groupe disperse ses unités autour de Rabaul pour assurer ses opérations dans les jours suivants son organisation. Dès le 20 janvier 1942, une force de 17 bombardiers Mitsubishi G4M reçoit l'ordre d'attaquer la flotte du vice-amiral Wilson Brown, centrée sur l'USS Lexington (CV-2), qui doit attaquer Rabaul. Mais le nouveau kōkūtai doit composer avec des difficultés matérielles : les avions ne sont équipés que de bombes de 250kg car l'unité ne dispose pas de torpilles, et ses chasseurs Mitsubishi A5M obsolètes n'ont pas un rayon d'action suffisant pour escorter les bombardiers. Malgré cela, les pilotes expérimentés du 4e kōkūtai sont confiants lorsqu'ils décollent à 14h20 le 20 janvier. La force d'attaque se sépare en deux groupes : le premier repère le Lexington vers 16h mais est totalement détruit par les Grumman F4F Wildcat du porte-avion et ses canons anti-aériens. Vers 17h, le deuxième groupe trouve également le Lexington mais est intercepté par Edward O'Hare et son ailier Marion Dufilho. Les deux hommes abattent trois bombardiers et en endommagent deux autres. Les derniers survivants réussissent à larguer leurs bombes mais ne touchent pas le porte-avions américain. Le bilan de cette première attaque du 4e kōkūtai est extrêmement lourd : 15 avions perdus sur les 17 engagés, et 88 pilotes et membres d'équipages tués (dont beaucoup d'officiers supérieurs), pour un résultat nul ayant donc coûté les deux tiers des bombardiers du groupe.
En remplacement des lourdes pertes, un chūtai de Mitsubishi G3M vieillissants arrive en provenance du 1er kōkūtai.

#### Campagne contre Port Moresby
Dès le 24 janvier 1942, un nouveau raid est mené, cette fois-ci contre Port Moresby et en bénéficiant de l'escorte de quelques chasseurs A6M. Parallèlement à ces débuts meurtriers pour les bombardiers du 4e kōkūtai, les chasseurs tentent d'intercepter les bombardiers alliés qui attaquent Rabaul régulièrement la nuit. Malgré l'usage de projecteurs et l'arrivée progressive d'A6M Zero en remplacement des A5M, les pilotes japonais ne rencontrent aucun succès. Le 9 février, l'armée japonaise conquiert le petit village de Gasmata (en), qui doit servir de base avancée pour lancer des attaques dans l'est de la Nouvelle-Guinée. Immédiatement, les chasseurs du 4e kōkūtai s'y déploient, et ils remportent leurs premières victoires aériennes le 11 février suivant, en abattant trois Lockheed Hudson. Durant le reste du mois de février, les chasseurs du groupe escortent les bombardiers dans plusieurs raids contre Port Moresby, qui permettent la destruction par mitraillage de quatre PBY Catalina sans rencontrer d'opposition dans les airs. Un chasseur Zero est cependant abattu par les défenses anti-aériennes alliées. 
Le 8 mars, c'est au tour de Lae de tomber aux mains des Japonais, et les chasseurs du 4e kōkūtai s'y déploient, toujours pour en assurer la défense aérienne et poursuivre les raids sur Port Moresby, face à des pilotes alliés de plus en plus présents dans les airs. Le dernier combat d'importance des chasseurs du 4e kōkūtai a lieu le 14 mars, lorsque 12 Zeros et 8 bombardiers sont interceptés par des Curtiss P-40 Warhawk au large de l'île Horn. Huit appareils alliés et deux japonais sont abattus dans le combat.
Le 1er avril 1942, le Service aérien de la Marine impériale japonaise réorganise considérablement ses unités. Dans le cas du 4e kōkūtai, les chasseurs sont transférés vers le kōkūtai Tainan, et le groupe devient composé de quatre chūtai de bombardiers, soit 36 appareils en tout. L'unité doit supporter une importante pression, puisqu'elle est la seule unité de bombardiers à opérer dans la zone de la Nouvelle-Guinée. Le 4e kōkūtai est donc renforcé par l'arrivée dans le secteur des chasseurs du 1er kōkūtai et du kōkūtai Tainan (ce dernier étant une unité d'élite composé de pilotes très expérimentés). Grâce à ces éléments de support, le groupe peut continuer en avril 1942 ses raids quasi quotidiens sur Port Moresby sans subir aucune perte face aux pilotes australiens du No. 75 Squadron RAAF. Dans l'après-midi du 30 avril cependant, 11 Bell P-39 Airacobra américains mitraillent l'aérodrome de Lae, détruisant complètement 2 chasseurs Zero et endommageant 8 autres chasseurs et 10 bombardiers G3M.
Au début du mois de mai, l'invasion terrestre de Port Moresby se prépare, et pour cela, les Japonais doivent éliminer les forces aéronavales américaines de la région au cours de la bataille de la mer de Corail. Le 7, 12 bombardiers G4M du 4e kōkūtai équipés de torpilles (accompagnés de 19 G3M du kōkūtai Genzan équipés de bombes), reçoivent l'ordre d'attaquer la Task Force 44 (en) du vice-amiral australien John Gregory Crace. Si les bombardiers du kōkūtai Genzan ne subissent aucune perte, les tirs anti-aériens des navires alliés se concentrent sur les torpilleurs du 4e kōkūtai, qui subissent 50% de pertes dans l'attaque, sans mettre de coup au but. L'appareil du commandant de la formation, le lieutenant de vaisseau Kuniharu Kobayashi, est le premier à être abattu, suivi par cinq autres avions, tandis que cinq des six appareils survivants sont endommagés. La bataille de la Mer de Corail se termine de manière indécise : les Japonais ont infligé de lourdes pertes aux Alliés, mais ces derniers ont empêché la capture de Port Moresby. Les raids du 4e kōkūtai sur la ville reprennent donc. Le dernier raid important du mois a lieu le 18 mai, et se solde par deux avions perdus et 7 endommagés pour le kōkūtai.

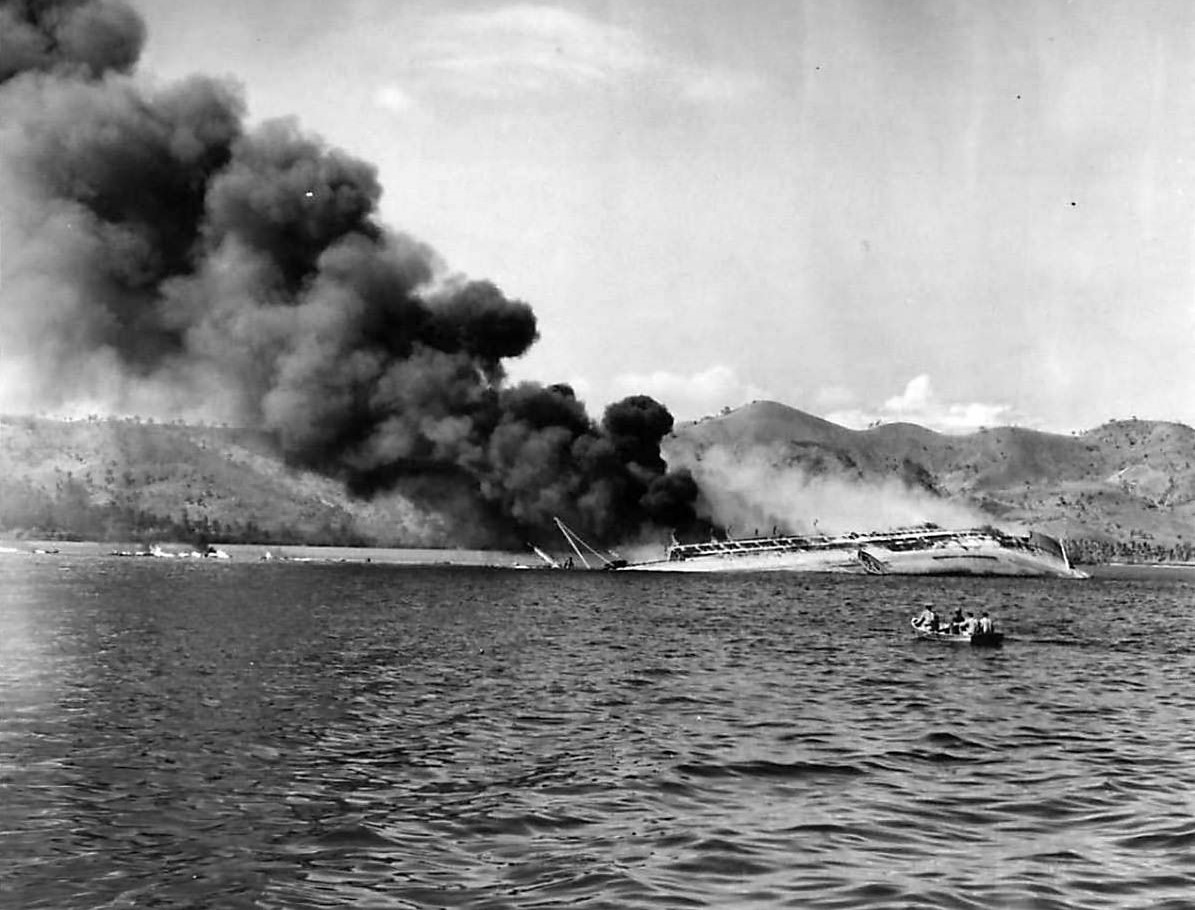
Le MV Macdhui en train de couler après les attaques du 4e kōkūtai entre le17 et le 18 juin 1942.

Les attaques contre Port Moresby continuent à un rythme soutenu en juin, avec notamment la destruction du navire de transport australien MV Macdhui (en). A partir du 26 juin 1942, le kōkūtai Genzan est rapatrié au Japon, laissant le 4e kōkūtai seul pour attaquer Port Moresby. Le 10 juillet, le groupe lance un raid de 21 appareils, au cours duquel deux officiers supérieurs de l'unité (Tadanobu Tsuzaki et Shigeo Yamagata) sont tués dans le même appareil. L'invasion de Buna-Gona a finalement lieu le 21 juillet 1942, malgré l'échec de l'aviation japonaise à obtenir la suprématie aérienne autour de Port Moresby. Après cela, les attaques japonaises sur la ville se font plus rares. 

#### Campagne de Guadalcanal
La nouvelle de l'invasion américaine de Guadalcanal le 7 août 1942 atteint les pilotes du 4e kōkūtai alors qu'ils préparent un raid sur un aérodrome allié dans la baie de Milne. L'ordre de mission est changé en urgence pour aller frapper les navires alliés et les 27 bombardiers décollent sans même avoir eu le temps d'être rééquipés de torpilles pour cette mission. Vers 13h, les bombardiers attaquent un croiseur et quelques autres vaisseaux (à défaut d'avoir trouvé les porte-avions américains). Il n'infligent aucun dégât, mais cinq avions sont abattus, un autre est endommagé et ne parvient pas à revenir à sa base, tandis qu'un dernier s'écrase à l'atterrissage. Dès le lendemain cependant, un nouveau groupe de 17 bombardiers équipés de torpilles repart vers Guadalcanal, renforcés par 9 appareils du kōkūtai Mizawa et une escorte de 15 chasseurs. Trois avions du 4e kōkūtai sont obligés d'avorter la mission, ce qui laisse 23 appareils en tout pour bombarder les navires alliés au large de Guadalcanal. 
Une fois encore, les Japonais ne parviennent pas à repérer les porte-avions américains, et attaquent donc une force de croiseurs et de destroyers. Mais la défense anti-aérienne et les chasseurs américains déciment rapidement la formation : huit bombardiers sont abattus avant même de pouvoir larguer leurs torpilles, tandis que quatre autres sont abattus plus tard par des F4F Wildcat. En tout, seuls cinq avions sévèrement endommagés (trois du 4e kōkūtai, deux du kōkūtai Mizawa) réussissent à regagner leur base. Au total, cela représente 17 avions perdus et 125 hommes tués, dont la totalité des officiers engagés. En retour, le destroyer USS Jarvis (DD-393) est endommagé par une torpille, et le transport USS George F. Elliott (AP-13) est endommagé par l'attaque-suicide du lieutenant de vaisseau Takafumi Sasaki, après que son avion ait été gravement touché. L'attaque du 8 août 1942 est un record en termes de pertes de bombardiers pour les Japonais, pour toute la campagne de Guadalcanal.
Pour le 13 septembre 1942, le 4e kōkūtai ne dispose plus que de six bombardiers en état de voler (sur sa trentaine théorique). Après l'arrivée de renforts dans le secteur de Rabaul, les survivants sont renvoyés au Japon, où ils arrivent entre le 25 septembre et la fin du mois. Depuis le début de son activité au combat, le 4e kōkūtai a subi de très lourdes pertes : deux hikōtaichō (en) (les commandants en vol, par opposition au shirei, qui commande à la fois l'unité aérienne mais aussi son personnel au sol), six buntaichō (en) (commandant la plus petite unité administrative du Service aérien de la Marine, rassemblant le personnel nécessaire pour faire voler 9 avions), ainsi que 40 équipages complets (280 hommes) et 50 avions.

### 702ekōkūtai
Le 4e kōkūtai est encore au Japon lorsque la Marine Impériale japonaise organise une réforme dans la nomenclature de ses unités le 1er novembre 1942 : l'unité devient le 702e kōkūtai (第七〇二海軍航空隊, dai nana rei ni kaigun kōkūtai), mais conserve le même personnel et les mêmes avions. Le groupe reste au Japon pour se reconstituer jusqu'en mai 1943, date à laquelle la 25e flottille aérienne (en) se redéploie dans sa précédente zone d'opération. La flottille comprend en plus du 702e kōkūtai le 251e (l'ex kōkūtai Tainan). En tout, le 702e dispose de 47 bombardiers Mitsubishi G4M lorsqu'il prend position sur l'aérodrome de Vunakanau (en), à Rabaul, le 16 mai 1943.
Les opérations de combat commencent réellement en juin pour le 702e kōkūtai. Le débarquement américain sur Rendova (en), le 30 juin 1943, pousse la Marine Impériale japonaise à lancer des contre-attaques. Une force de 17 G4M du 702e et 9 autres du 705e kōkūtai sous le commandement du capitaine de corvette Genzo Nakamura est envoyé de jour et avec une escorte pour torpiller des transports américains. Le groupe rencontre ses cibles dans le détroit de Blanche (en), entre la Nouvelle-Géorgie et Rendova. Mais les attaquants japonais sont interceptés par un groupe de F4F et F4U Corsair, qui déciment la formation : sur les 26 appareils, 19 sont perdus au cours de la mission ou lors de leur retour à leur base, et 17 équipages complets trouvent la mort (soit 119 hommes). Le seul résultat de l'attaque est l'explosion d'une torpille contre le transport USS McCawley (APA-4), qui laisse le navire endommagé (il sera coulé par erreur plus tard dans la journée par plusieurs PT boat). Dans d'autres attaques du même genre, les unités aéronavales de bombardiers présentes dans le même secteur que le 702e kōkūtai subissent elles aussi de très lourdes pertes, à tel point que ces unités ne sortent plus que la nuit.

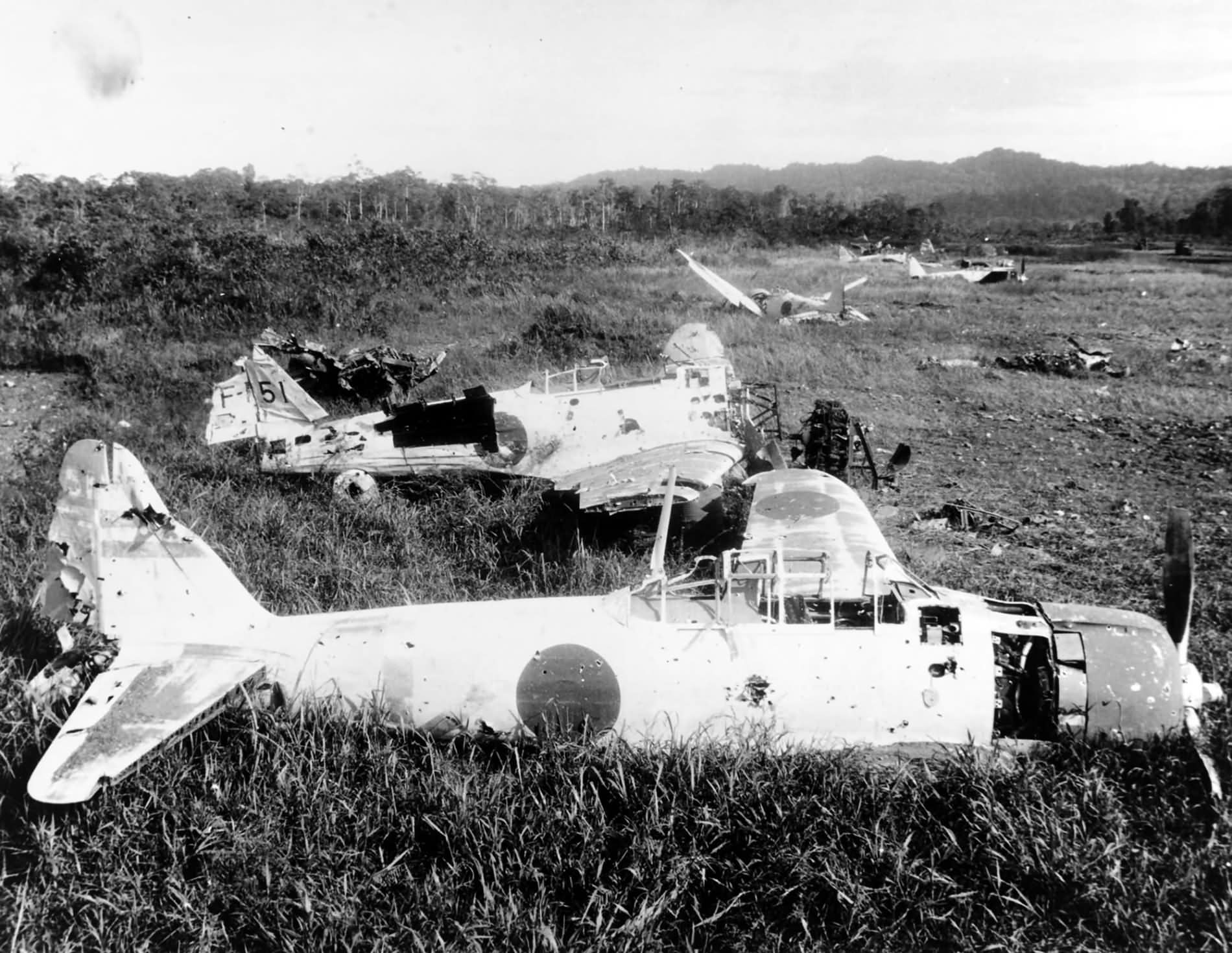
Carcasses de Mitsubishi A6M du kōkūtai à Lae en septembre 1943.

Au début du mois de septembre 1943, le 702e kōkūtai reçoit de nouveaux pilotes en provenance du 752e. La situation japonaise dans le secteur de Rabaul se détériore cependant : en octobre, les raids aériens alliés poussent à abandonner la base de Buin, sur l'île Bougainville, et à partir du 12, Rabaul est sujette à des bombardements provenant de la Fifth Air Force et de l'aéronavale américaine. A partir du 8 novembre 1943, le 702e kōkūtai est impliqué dans une campagne de raids nocturnes contre les navires de guerre américains au large de Bougainville, au cours duquel il réussit à endommager le croiseur léger USS Birmingham (CL-62) le 8, puis le USS Denver (CL-58) le 12 novembre. Au cours de cette dernière attaque, l'avion de Hidezumi Maruyama (le pilote qui torpille le Denver) réussit à rentrer à sa base malgré 380 impacts de balles et d'obus. Après avoir atterri, l'avion est déclaré irréparable. Dans la nuit du 16 au 17 novembre, c'est au tour du destroyer USS McKean (DD-90) d'être touché par une torpille du 702e kōkūtai, qui le fait couler.
Malgré ces succès isolés, les bombardiers japonais n'arrivent pas à enrayer l'avancée américaine dans les îles Salomon. Le 1er décembre 1943, le 702e kōkūtai est dissous, et son personnel est renvoyé au Japon ou transféré au sein du 751e kōkūtai.